# Kurt-Eisner-Straße (Leipzig)
Die Kurt-Eisner-Straße ist eine Hauptverkehrsstraße im Leipziger Ortsteil Südvorstadt. Sie ist benannt nach dem Ministerpräsidenten des Freistaats Bayern Kurt Eisner (1867–1919). Die Straßenanlage mit Allee steht unter Denkmalschutz.

## Verlauf
Die Kurt-Eisner-Straße beginnt im Westen unter der Brücke der Wundtstraße als Anschluss an den Schleußiger Weg und verläuft mit vier Fahrspuren und Mittelstreifen ziemlich genau nach Osten. Der Mittelstreifen, fast durchgehend mit zwei Reihen Platanen bestanden, dient über weite Strecken als Parkfläche. Die Straße kreuzt mit Ampelregelung die August-Bebel-, die Karl-Liebknecht- und die Arthur-Hoffmann-Straße und steigt – vor allem im Anfangsteil – bis zur Altenburger Straße insgesamt etwa zehn Meter an. Nach einem weiteren Anstieg und einem leichten Linksschwenk von etwa 20° erreicht sie die Semmelweisbrücke und geht in die Semmelweisstraße über.

## Geschichte
Im Jahr 1864 wurde vom Rat der Stadt der „Allgemeine Bebauungsplan für die Südseite der Stadt“ verabschiedet, der den schachbrettartigen Verlauf der Straßen der Südvorstadt vorsah. Die wichtigste Ost-West-Verbindung, damals schon als Allee geplant, erhielt zunächst die Bezeichnung „G“ und 1876 Kronprinzstraße nach dem preußischen Kronprinzen und späteren Deutschen Kaiser Friedrich III.
Bis ins 20. Jahrhundert endete die Kronprinzstraße im Westen auf Wiesengelände im Gebiet der heutigen Fockestraße. Erst mit der Begradigung des Pleißemühlgrabens und dem Bau der Kronprinzbrücke 1907/1908 über diesen konnte der Anschluss an den Schleußiger Weg und damit die Verbindung nach den westlichen Stadtteilen hergestellt werden. Ab 1898 führten Straßenbahngleise von der Kaiser-Wilhelm-Straße (heute August-Bebel-Straße) durch die Kronprinzstraße bis zur Südstraße (heute Karl-Liebknecht-Straße) und später auch darübr hinaus. 1999 fuhr die letzte Bahn der Linie 24 durch die Kurt-Eisner-Straße. Von 1913 bis 1914 führte eine Buslinie mit Doppelstockbussen von Kleinzschocher durch die Kronprinzstraße zum Bayerischen Bahnhof. Dieser Betrieb wurde erst 1927 wieder aufgenommen, von 1938 bis 1975 mit O-Bussen und ab 1997 als Linie 60
Am 1. August 1945 wurde die Kronprinzstraße in Kurt-Eisner-Straße umbenannt.
Das östliche Ende der Kurt-Eisner-Straße war bis 2010 an der Altenburger Straße vor dem Gleisvorfeld des Bayerischen Bahnhofs. Dann ermöglichten der Abbau des Gleisfeldes und die Errichtung der Semmelweisbrücke über die S-Bahngleise den Anschluss an die Semmelweisstraße und damit an die südöstlichen Stadtteile. Letzteres ist auch ein Baustein in dem Vorhaben, eine Straßenbahnverbindung von den westlichen Stadtteilen über den Schleußiger Weg und die Kurt-Eisner-Straße in die östlichen zu schaffen, die sogenannte Südsehne, für die seit 2024 eine Machbarkeitsstudie vorliegt.

## Bebauung
Die Bebauung der Kronprinzstraße begann 1880 an der Kreuzung Brandvorwerkstraße (Nr. 34 und 36) und war 1908 (Nr. 74) zunächst abgeschlossen. Es wurden überwiegend viergeschossige und zum Großteil hochwertige Mietshäuser in geschlossener Bauweise errichtet, darunter auch zwei des Architekten Paul Möbius (1866–1907) (Nr. 58 und 68). Als Baustil überwiegt der Historismus mit Anklängen des Jugendstils.
Eine zweite Bauphase folgte in den 1920er und 1930er Jahren, als südlich des Westendes der Straße auf zu Connewitz gehörender Flur dreigeschossige Wohnhäuser errichtet wurden (gerade Hausnummern 2–20), was eine Umnummerierung der südlichen Straßenseite zur Folge hatte. Dazu gehörte auch das Gemeindehaus der Bethlehem-Kirchgemeinde (Nr. 22) mit einem Kirchensaal und einem zugehörigen erst 1953 erbauten freistehenden Glockenturm.
Etwa 30 % der Gebäude der Straße wurden im Zweiten Weltkrieg zerstört. Ein Großteil der Lücken wurde durch einfache Wohnbauten während der DDR-Zeit geschlossen. Aufwendigere Bauten entstanden nach 1990 am östlichen Ende. Insgesamt 65 Gebäude der Kurt-Eisner-Straße stehen unter Denkmalschutz.
Die Kurt-Eisner-Straße ist nahezu ausschließlich Wohnstraße fast ohne Einzelhandels- und Dienstleistungseinrichtungen. Eine bekannte Ausnahme ist die Nr. 43, wo sich im Souterrain in historisch eingerichteten Räumen das Restaurant Boccaccio mit seinem Hinterhoftheater genannten Kabarett befindet.

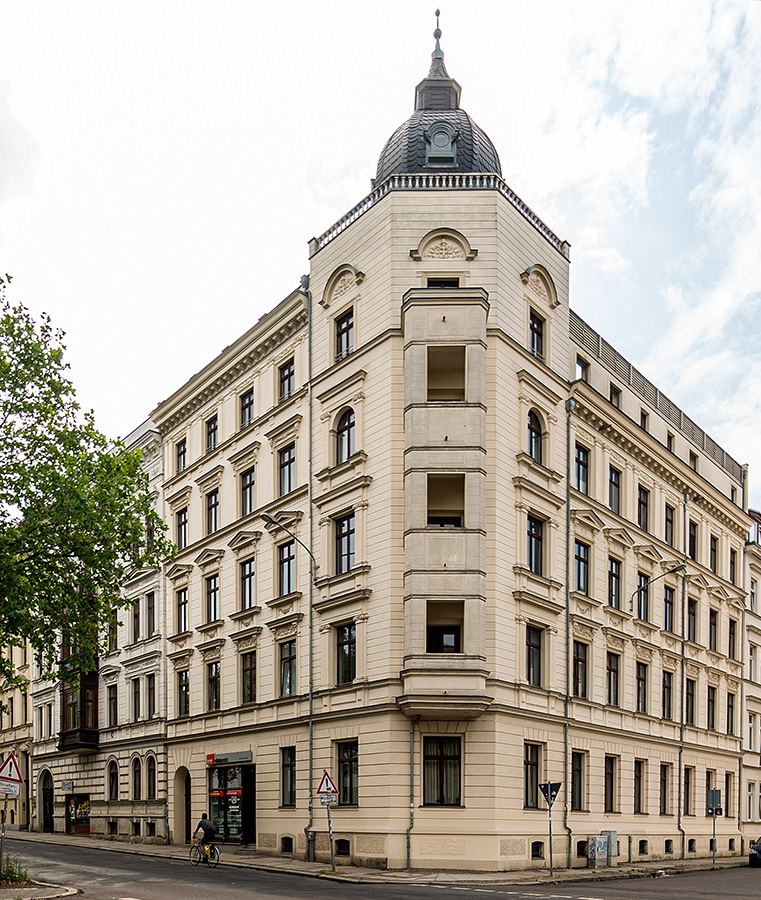
Nr. 34, Erstes Haus der Straße (2021)
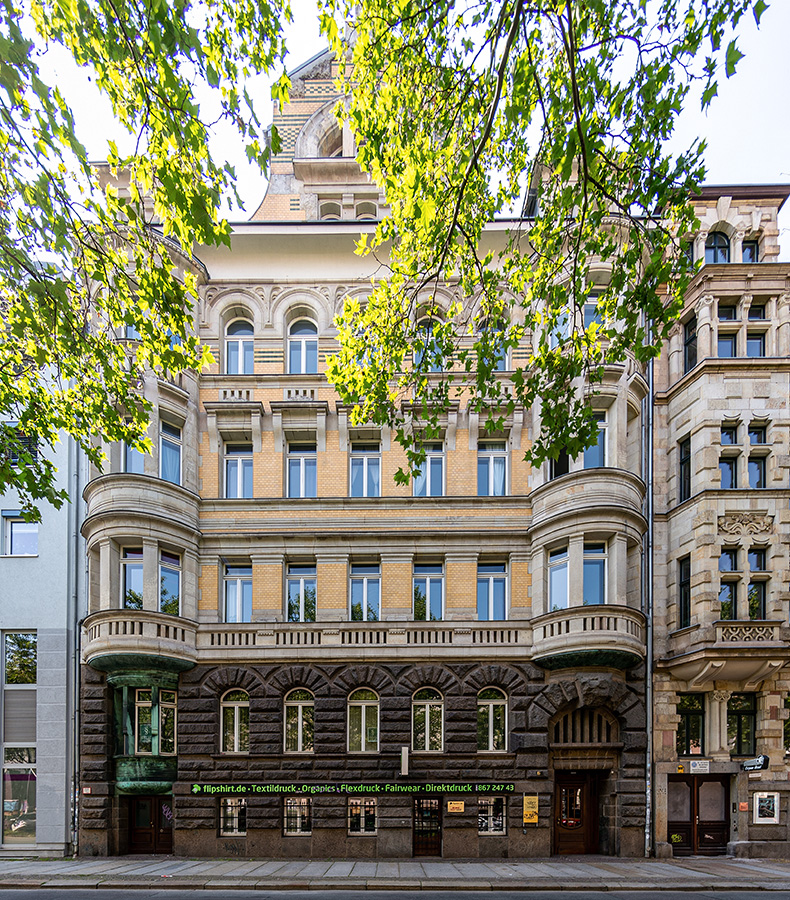
Nr. 68, Architekt Paul Möbius (2021)
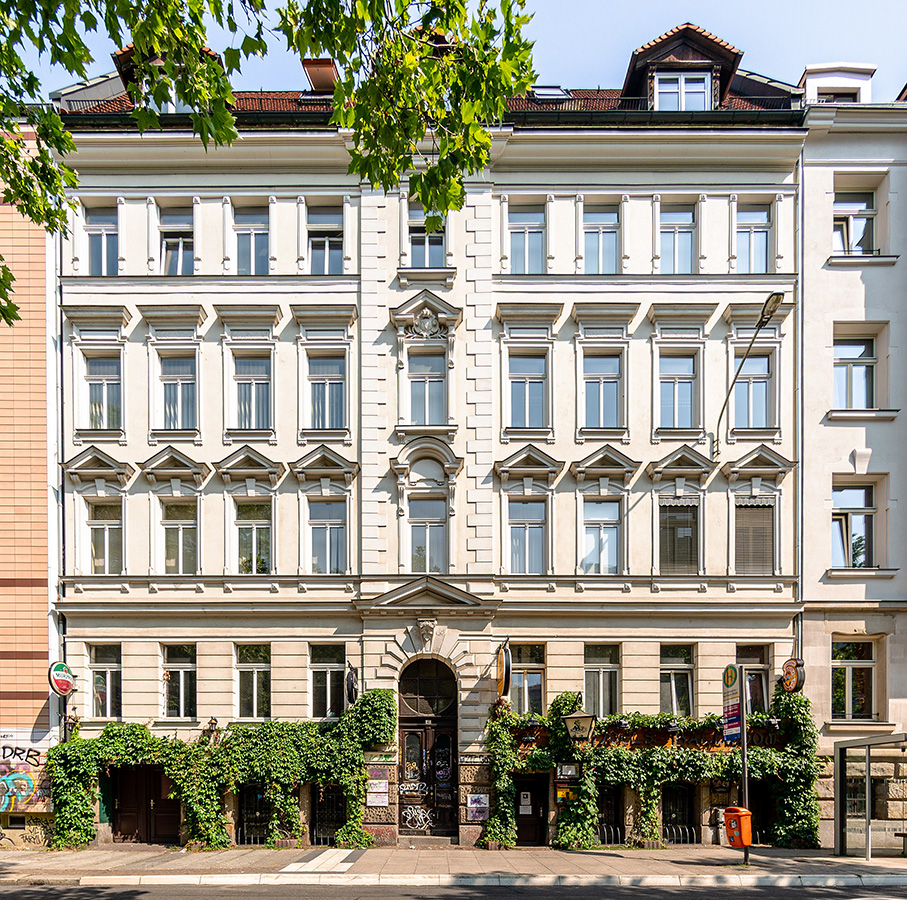
Nr. 43, mit Gaststätte Boccaccio (2021)
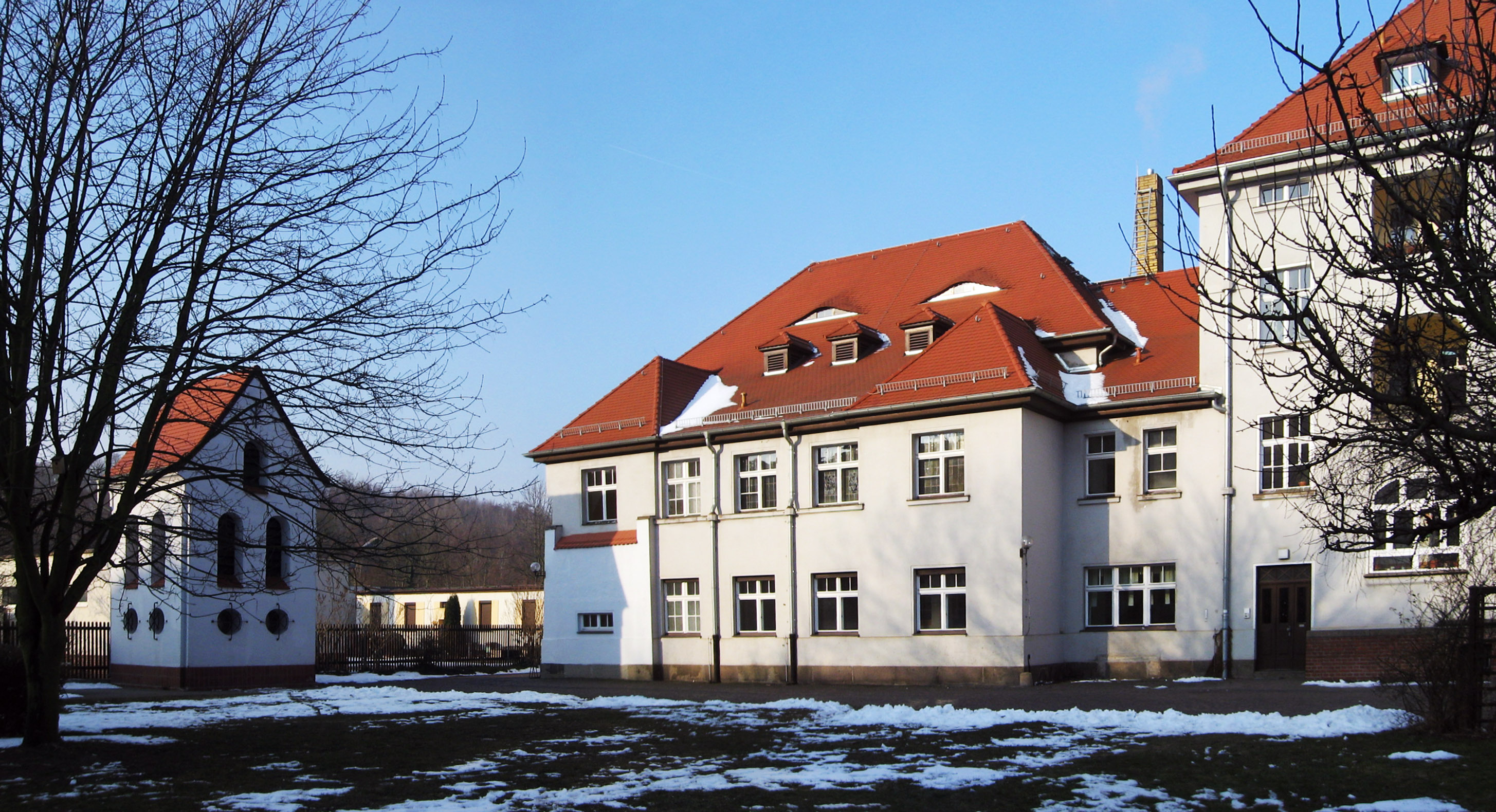
Bethlehem-Gemeindehaus mit Glockenturm (2010)
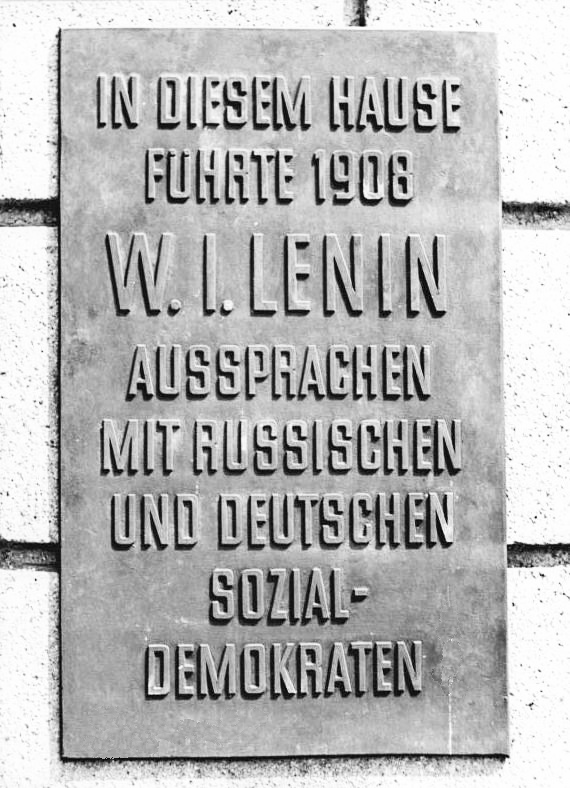
Ehemalige Tafel an Nr. 79 (1969)

## Trivia
Das Haus Nr. 79 erfuhr zur Zeit der DDR besondere Beachtung. Eine Tafel verkündete, dass hier Wladimir Iljitsch Lenin (1870–1924) im Jahr 1908 Aussprachen mit russischen und deutschen Sozialdemokraten geführt habe.